# Ctenomys
Os tuco-tucos (Ctenomys sp.), também chamados curus-curus e ratos-de-pentes, são um grupo de roedores sul-americanos que vivem em galerias subterrâneas superficiais por eles escavadas. Nos orifícios de saída das galerias, observa-se o depósito de solo, geralmente areia, removido. Por este motivo, não é estimado pelos proprietários rurais, pois as imperfeições no solo causadas pela espécie podem causar acidentes com o gado. A espécie apresenta pescoço musculoso, cauda curta e fortes unhas.

## Etimologia
"Tuco-tuco" originou-se do termo tupi para o animal, tuku'tuku, o qual é uma referência ao som que o macho da espécie produz quando sente-se ameaçado. "Rato-de-pente" é uma referência às cerdas laterais pectíneas presentes nas palmas dos pés e das mãos da espécie.

## Dieta
O tuco-tuco se alimenta de gramíneas e folhas que nascem junto às saídas de suas tocas, bem como de frutos silvestres.

## Classificação
Os tucos-tucos pertencem ao gênero Ctenomys, com várias espécies espalhadas pela América do Sul.
- Família Ctenomyidae
  - Gênero Ctenomys

- -     - Ctenomys argentinus Contreras & Berry, 1982
    - Ctenomys australis Rusconi, 1934
    - Ctenomys azarae Thomas, 1903
    - Ctenomys bergi Thomas, 1902
    - Ctenomys bidaui
    - Ctenomys boliviensis Waterhouse, 1848
    - Ctenomys bonettoi Contreras & Berry, 1982
    - Ctenomys brasiliensis de Blainville, 1826
    - Ctenomys budini Thomas, 1913
    - Ctenomys colburni J. A. Allen, 1903
    - Ctenomys coludo Thomas, 1920
    - Ctenomys conoveri Osgood, 1946
    - Ctenomys contrerasi
    - Ctenomys coyhaiquensis Kelt & Gallordo, 1994
    - Ctenomys dorbignyi Contreras & Contreras, 1984
    - Ctenomys dorsalis Thomas, 1900
    - Ctenomys emilianus Thomas & St. Leger, 1926
    - Ctenomys erikacuellarae (Gardner, Salazar-Bravo, & Cook, 2014)
    - Ctenomys famosus Thomas, 1920
    - Ctenomys flamarioni Travi, 1981
    - Ctenomys fochi Thomas, 1919
    - Ctenomys fodax Thomas, 1910
    - Ctenomys frater Thomas, 1902
    - Ctenomys fulvus Philippi, 1860
    - Ctenomys goodfellowi Thomas, 1921
    - Ctenomys haigi Thomas, 1917
    - Ctenomys johannis Thomas, 1921
    - Ctenomys juris Thomas, 1920
    - Ctenomys knighti Thomas, 1919
    - Ctenomys lami Freitas, 2001
    - Ctenomys latro Thomas, 1918
    - Ctenomys lessai (Gardner, Salazar-Bravo, & Cook, 2014)
    - Ctenomys leucodon Waterhouse, 1848
    - Ctenomys lewisi Thomas, 1926
    - Ctenomys magellanicus Bennett, 1836
    - Ctenomys maulinus Philippi, 1872
    - Ctenomys mendocinus Philippi, 1869
    - Ctenomys minutus Nehring, 1887
    - Ctenomys occultus Thomas, 1920
    - Ctenomys opimus Wagner, 1848
    - Ctenomys osvaldoreigi Contreras, 1995
    - Ctenomys pearsoni Lessa & Langguth, 1983
    - Ctenomys perrensi Thomas, 1898
    - Ctenomys peruanus Sanborn & Pearson, 1947
    - Ctenomys pilarensis Contreras, 1993
    - Ctenomys pontifex Thomas, 1918
    - Ctenomys pundti Nehring, 1900
    - Ctenomys rionegrensis Langguth & Abella, 1970
    - Ctenomys roigi Contreras, 1988
    - Ctenomys saltarius Thomas, 1912
    - Ctenomys scagliai Contreras, 1999
    - Ctenomys sericeus J. A. Allen, 1903
    - Ctenomys sociabilis Pearson & Christie, 1985
    - Ctenomys steinbachi Thomas, 1907
    - Ctenomys sylvanus Thomas, 1919
    - Ctenomys talarum Thomas, 1898
    - Ctenomys thalesi
    - Ctenomys torquatus Lichtenstein, 1830
    - Ctenomys tuconax Thomas, 1925
    - Ctenomys tucumanus Thomas, 1900
    - Ctenomys tulduco Thomas, 1921
    - Ctenomys validus Contreras, Roig & Suzarte, 1977
    - Ctenomys viperinus Thomas, 1926
    - Ctenomys yatesi
    - Ctenomys yolandae Contreras & Berry, 1984

## Statusde conservação
Muitas das espécies são restritas a determinadas regiões, como, por exemplo, o Ctenomys minutus, que habita as planícies litorâneas arenosas do Rio Grande do Sul. A agricultura e a exploração imobiliária acabam destruindo o habitat natural dessa espécie e isolando suas populações. É predado por aves de rapina, como o chimango no sul e outros pequenos gaviões, cobras, canídeos e felinos selvagens, além de cães e gatos domésticos de propriedades rurais. Para proteção, enquanto faz sua refeição herbácea, mantém-se próximo à saída da toca, ou, mais frequentemente, expõe apenas a parte anterior do corpo fora dela.